# Seweryn Sumorok
Seweryn Sumorok herbu Ostoja – marszałek hospodarski w latach 1605–1619.